# Guerras verdes
Las Guerras verdes son la denominación de una serie de conflictos entre esmeralderos en Colombia. Estos conflictos tuvieron lugar principalmente en el Departamento de Boyacá, aunque sus acciones violentas se presentaron en otros lugares del país.

## Historia

### Antecedentes
En 1827, el recién creado Ministerio de Hacienda de la Gran Colombia otorgó la explotación de las minas de Muzo (Boyacá) al general José París y a los particulares Carlos  Stuard y Mariano Rivera. En 1944, el Banco de la República nombra delegado para la explotación de las minas.

### Primera guerra verde (1965-1975)
Para la época de La Violencia bipartidista Efraín González 'Siete Colores' bandolero conservador logró a comienzos de los años 60 el control de una mina en Muzo, en pago de favores y servicios a los esmeralderos de la región y la conformación de una banda denominada 'La Pesada', al ser abatido en 1965 González,  Isauro Murcia 'el Manteco'  heredó sus negocios y se dedicó al robo de bancos y esmeraldas, al verse amenazado por bandas rivales entró al negocio del narcotráfico, primero con la marihuana y luego con el cultivo de coca. Con la denominada 'fiebre verde', empieza la migración de familias para trabajar en las minas y las disputas violentas por el control de las minas, aparece Víctor Carranza quien en 1963 obtuvo la concesión de la mina de Mundo Nuevo. En la guerra verde se enfrentaron   Humberto Ariza 'el Ganso’ (hombre de 'Siete Colores') contra antiguos miembros de 'La Pesada': Gilberto Molina, llamado el rey de las esmeraldas, Isauro Murcia, Parmenio Molina, Julio Rincón,  Gonzalo Rodríguez Gacha‘El Mexicano’ y Víctor Carranza, este último asociado con Juan Beetar, quien fue fundamental para dar contactos internacionales a este grupo.
Esta guerra, que empezó con la muerte de Efraín González en 1965 y terminó en 1975, con más de 1.200 muertos en los municipios de Chiquinquirá, Muzo, Coscuez, Borbur y Somondoco. En 1971 fue capturado Humberto 'el Ganso' Ariza en 1971. El Gobierno de Misael Pastrana, creó Esmeracol para solucionar el conflicto y para entregar el control de las minas a particulares. Molina, Gacha y Carranza se repartieron el botín. A Esmeracol, de propiedad de Juan Beetar Dow y Benito Méndez Silva, le dieron el manejo de las minas de Coscuez; a Tecminas, de Gilberto Molina y Víctor Carranza, las de Quípama; a Coexminas, de Julio Roberto Silva, las de Muzo, y a la familia Quintero Morales, las de Peñas Blancas.

### Segunda Guerra verde (1975-1978)
Inicia en 1975 con el asesinato de los hermanos del esmeraldero Francisco Vargas. Para 1978 se abre la licitación a particulares para la explotación de esmeraldas, y los esmeralderos pueden formalizar sus fortunas. En 1979 muere Isauro Murcia y Gilberto Molina toma su puesto. En 1978 se firmó el primer pacto de paz entre esmeralderos del occidente de Boyacá. Aparece el narcotraficante Gonzalo Rodríguez Gacha‘El Mexicano’, en el negocio de las esmeraldas. En 1980, en Muzo, llegó a haber 35.000 guaqueros. Se inicia la conformación de dos grandes grupos uno de Coscuez, Maripí y Pauna y otro de Otanche, Borbur, Santa Bárbara y Muzo.

### Tercera guerra verde (1984-1990)
Inicia con el enfrentamiento de familias que incumplieron los pactos que finalizaron las guerras anteriores. Esta guerra tuvo atentados entre las facciones enfrentadas de Gonzalo Rodríguez Gacha‘El Mexicano’ y el grupo de Coscuez contra Víctor Carranza,Luis Murcia Chaparro 'El Pequinés y Gilberto Molina y el grupo de Muzo-Borbur, además se atentaba contra quienes denunciaban estos hechos. En 1987 la Policía encuentra cultivos de coca en fincas de Carranza y Molina. Los Hombres de Carranza en entrenamiento con paramilitares en Puerto Boyacá en 1988. En febrero de 1989 asesinado Gilberto Molina en Sasaima (Cundinamarca) y en diciembre abatido por la policía Gonzalo Rodríguez Gacha‘El Mexicano’. En este conflicto también se formaron grupos paramilitares, se enfrentaron con las FARC-EP y estuvieron implicados en la 'guerra sucia' contra la Unión Patriótica.  Terminó después de la muerte de Gonzalo Rodríguez Gacha‘El Mexicano’, e 12 de julio de 1990, con la firma de un acuerdo de paz entre Víctor Carranza y  Luis Murcia Chaparro 'el Pequinés' Esta guerra dejó alrededor de 3.500-6000 muertos.

### Retorno de la violencia
Existió un enfrentamiento entre Carranza y un grupo de Maripí, en el cual murieron patrones, planteros, abogados y lugartenientes. En 2014 fue asesinado Luis Murcia Chaparro 'el Pequinés' presuntamente por orden de Pedro Nel Rincón 'Pedro Orejas' quien tras la muerte de Víctor Carranza  el 4 de abril de 2013 se autoproclamó como el 'Zar de las esmeraldas' y acusó a la familia de 'el Pequinés' entre otros del asesinato de su hijo. 'Pedro Orejas' habría introducido al paramilitar Yesid Nieto en la región, que sería la causa de una serie de atentados entre Carranza y 'Pedro Orejas'. En la actualidad se presentan tensiones en la región por la reestructuración minera con la llegada de empresas extranjeras para la explotación de las esmeraldas.